# قاتل روباه است
قاتل روباه است (به انگلیسی: The Murderer Is a Fox) کتابی است از فردریک دنی و منفرد بی. لی که با نام مستعار الری کویین با هم رمان‌های پلیسی می‌نوشتند. این رمان معمایی که ماجرایش در شهر خیالی رایتزویل در آمریکا رخ می‌دهد، برای اولین بار در سال ۱۹۴۵ به زبان انگلیسی و در ایالات متحدهٔ آمریکا منتشر شد. امتیاز این رمان در گودریدز ۳٫۷ از ۵ است.

## دربارهٔ نویسنده
همکاری این دو نویسنده در سال ۱۹۲۹ آغاز شد. در آن هنگام این دو که خویشاوند بودند ۲۳ سال سن داشتند و در محلهٔ بروکلین در نیویورک زندگی می‌کردند. آن‌ها در یک مسابقهٔ نوشتن قصّه‌های پلیسی که توسّط مجلّه‌ای برگزار می‌شد، شرکت کردند و با نگارش داستان راز کلاه رومی برندهٔ مسابقه شدند. این داستان فوراً با استقبال خوانندگان روبه‌رو شد و از آن پس دنی و لی رؤیای کار تجاری را رها کردند و به نوشتن پرداختند. آن‌ها از آن پس ۳۵ رمان و پنج مجموعهٔ داستان کوتاه به نام الری کویین منتشر کرده، سه کتاب نقد به چاپ رسانده و مجلّه‌ای نیز به همین نام منتشر کردند.

## داستان
الری کویین قتلی را که چند سال پیش رخ داده و زندگیِ روزهای کنونی اعضای خانوادهٔ فاکس را پژمرده کرده، مورد بررسی قرار می‌دهد. 
دیوی فاکس به عنوان یک قهرمان جنگ به زادگاهش برگشت. امّا در درون یک مرد داغان‌شده و از هم پاشیده بود. تا دوازده سال بعد از مرگ مادرش «جسیکا»، و محاکمهٔ پدرش «بایارد»، از شکنجه‌های روحی رنج برده‌بود. متقاعد شده بود که قاتل است، درست مثل پدرش. جنگ این را ثابت کرده بود؛ گذشته‌اش این را ثابت کرده بود. همه چیز به قاتل بودن او اشاره داشتند. دیوی می‌دانست که همسرش را دوست دارد؛ به همان خوبی که می‌دانست قصد دارد او را به قتل برساند. او فقط نمی‌دانست که کِی قرار است اتفاق بیفتد. همسر او لیندا به زودی می‌مرد یا دیوی مجبور به ترکَش بود؛ مگر کارآگاه الری کویین می‌توانست نشان دهد که پدر دیوی بی‌گناه است و دیوی را از وسواسش به گذشته و عقده و ضربهٔ روحی ناشی از آن، رها کند. امّا پرونده، پروندهٔ شسته و رفته و واضحی بود. پدر، دوازده سال پیش مادر را کشته بود. هیچ شکّی نبود که قاتل روباه است…

## در ایران
قاتل روباه است اولین بار در ایران در زمستان ۱۳۸۲ با ترجمهٔ خجسته کیهان توسّط نشر افق در ۲۲۰۰ نسخه، منتشر شد. طرّاح گرافیک متن و جلد، مسعود نجابتی بود و نقّاشی جلد برگرفته از اثر فرد اوتنس تصویرساز آمریکایی. این کتاب در قطع رقعی چاپ شده و ۳۵۶ صفحه دارد.